# Nederlandse kampioenschappen schaatsen allround 1981
De Nederlandse kampioenschappen schaatsen allround 1981 werd in het weekend van 10 en 11 januari 1981 gehouden in het Sportcentrum IJsstadion Drenthe in Assen. Kampioenen werden Alie Boorsma en Hilbert van der Duim.

## Eindklassement heren
| Rang   | Schaatser            | Punten  | 500m             | 5000m        | 1500m        | 10.000m       |
| ------ | -------------------- | ------- | ---------------- | ------------ | ------------ | ------------- |
| Goud   | Hilbert van der Duim | 167.207 | 39,54 (1)        | 7.12,41 (1)  | 1.59,60 (2)  | 14.51,20 (1)  |
| Zilver | Piet Kleine          | 169.006 | 41,03 (7)        | 7.13,27 (2)  | 2.00,19 (3)  | 14.51,73 (2)  |
| Brons  | Frits Schalij        | 170.651 | 40,17 (2)        | 7.22,86 (3)  | 1.59,40 (1)  | 15.27,91 (7)  |
| 4      | Yep Kramer           | 171.879 | 40,53 (5)        | 7.24,73 (4)  | 2.02,29 (4)  | 15.22,26 (4)  |
| 5      | Robert Vunderink     | 173.605 | 41,74 (12)       | 7.27,89 (6)  | 2.03,99 (9)  | 15.14,92 (3)  |
| 6      | Rolf Sibrandy        | 173.753 | 41,33 (8)        | 7.27,76 (5)  | 2.04,17 (10) | 15.25,14 (6)  |
| 7      | Hans van Helden      | 174.323 | 40,31 (4)        | 7.33,49 (9)  | 2.02,56 (5)  | 15.56,23 (11) |
| 8      | Marcel Scheperkamp   | 174.679 | 41,62 (11)       | 7.35,89 (10) | 2.02,96 (6)  | 15.29,69 (8)  |
| 9      | Egbert Post          | 174.942 | 42,36 (15)       | 7.30,79 (8)  | 2.03,89 (8)  | 15.24,15 (5)  |
| 10     | Hein Vergeer         | 176.147 | 40,91 (6)        | 7.38,90 (12) | 2.04,62 (12) | 15.56,15 (10) |
| 11     | Klaas Vriend         | 176.894 | 42,07 (13)       | 7.37,27 (11) | 2.04,71 (13) | 15.50,54 (9)  |
| DQ4    | Andries Kasper       | 128.690 | 42,14 (14)       | 7.30,17 (7)  | 2.04,60 (11) | 15.24,62 (DQ) |
| NC13   | Hermannus Moek       | 128.550 | 41,35 (9)        | 7.40,04 (15) | 2.03,59 (7)  |               |
| NC14   | Fred van Wiltenburg  | 129.379 | 41,49 (10)       | 7.39,69 (14) | 2.05,76 (15) |               |
| NC15   | Joop Pasman          | 149.956 | 1.01,81 val (16) | 7.42,63 (16) | 2.05,65 (14) |               |
| NS3    | Harm van der Pal     | 0.086   | 40,28 (3)        | 7.39,04 (13) | - (NS)       |               |

## Eindklassement dames
| Rang   | Schaatsster                   | Punten  | 500m       | 1500m            | 1000m        | 3000m        |
| ------ | ----------------------------- | ------- | ---------- | ---------------- | ------------ | ------------ |
| Goud   | Alie Boorsma                  | 180.295 | 42,77 (1)  | 2.14,55 (1)      | 1.27,12 (1)  | 4.54,69 (9)  |
| Zilver | Ina Steenbruggen              | 182.360 | 45,18 (4)  | 2.14,61 (2)      | 1.28,79 (4)  | 4.47,49 (3)  |
| Brons  | Annie Borckink                | 182.429 | 45,46 (8)  | 2.15,65 (3)      | 1.28,49 (2)  | 4.45,05 (2)  |
| 4      | Joke van Rijssel              | 182.527 | 44,10 (2)  | 2.15,71 (4)      | 1.28,66 (3)  | 4.53,17 (6)  |
| 5      | Ria Visser                    | 182.714 | 45,31 (7)  | 2.15,74 (5)      | 1.29,46 (6)  | 4.44,57 (1)  |
| 6      | Sophie Westenbroek            | 184.700 | 45,30 (5)  | 2.18,15 (8)      | 1.29,87 (7)  | 4.50,49 (4)  |
| 7      | Jeltje Jansma-Heslinga        | 185.259 | 45,12 (3)  | 2.18,13 (7)      | 1.30,89 (10) | 4.51,91 (5)  |
| 8      | Sijtje Tjepkema-van der Lende | 185.625 | 46,50 (11) | 2.16,98 (6)      | 1.29,17 (5)  | 4.53,28 (7)  |
| 9      | Thea Limbach                  | 187.206 | 46,75 (13) | 2.18,91 (10)     | 1.30,09 (8)  | 4.54,65 (8)  |
| 10     | Trijnie Roozendaal-Rep        | 191.552 | 45,90 (10) | 2.24,59 (12)     | 1.32,18 (13) | 5.08,20 (11) |
| 11     | Gerrie Hemeltjen              | 193.163 | 48,08 (15) | 2.24,50 (11)     | 1.33,96 (16) | 4.59,62 (10) |
| 12     | Sybilla Last-Hup              | 193.923 | 46,69 (12) | 2.25,38 (13)     | 1.33,11 (15) | 5.13,31 (12) |
| NC13   | Coby Borst                    | 140.478 | 45,58 (9)  | 2.26,83 (15)     | 1.31,91 (12) |              |
| NC14   | Hennie Ebbinge                | 142.740 | 47,79 (14) | 2.25,47 (14)     | 1.32,92 (14) |              |
| NC15   | Trijnie Nieuwenhuis           | 145.570 | 45,30 (6)  | 2.43,83 val (16) | 1.31,32 (11) |              |
| NC16   | Ineke Kooiman-van Homoet      | 91.368  | - (DQ)     | 2.18,58 (9)      | 1.30,35 (9)  |              |

NC = niet gekwalificeerd
NF = niet gefinisht
NS = niet gestart
DQ = gediskwalificeerd